# Antonio Cocomazzi
Antonio Cocomazzi (San Giovanni Rotondo, 17 giugno 1973) è un compositore, arrangiatore e pianista italiano.

## Biografia
Diplomatosi in pianoforte e in composizione presso i Conservatori di Foggia e Pescara, eseguendo proprie composizioni ha conseguito il 1° Premio assoluto e il 1° Premio in 13 concorsi nazionali e internazionali oltre a numerosi altri premi.
Come compositore e pianista ha realizzato 10 cd a suo nome tra cui l’album Antonio Cocomazzi Project (2008), le cui note di copertina sono state scritte da Ennio Morricone il quale così si esprime “(…) eccellente lavoro, (…) originale nella “forma” e nella sostanza musicale” , l'album Suite for friends (1997) di cui Giorgio Gaslini scrive: “la sua musica e il suo pianismo sono di eccellente livello” e Restart (2018) inciso in Duo con il sassofonista Mario Marzi, la cui prefazione è stata scritta da Giovanni Sollima.
Tra i suoi album, “Notturno” (2021) è l’unico realizzato come pianista solista ed è un’antologia di 17 sue composizioni reinterpretate al pianoforte. Nella sua produzione discografica un posto di rilievo lo occupa il Requiem (2022) versione per soli, coro e organo (2021), registrato presso la Cattedrale di Palermo e composto in onore ed in memoria di Padre Pio, la cui versione originale (1999) è per soli, coro e orchestra, eseguita il 6 maggio 2023 a San Giovanni Rotondo.
Fra le sue numerose composizioni eseguite in Italia e all’estero (quasi 300 lavori che spaziano dalle composizioni per pianoforte al repertorio da camera e per coro e orchestra), è sicuramente da segnalare l’Opera lirica Ramleela eseguita nel dicembre 2014 a New Delhi (India), in un progetto di fusione tra opera lirica e musiche, danze e teatro indiano.
Oltre a varie pubblicazioni, parte del suo catalogo sinfonico e cameristico è pubblicato e distribuito dalla Universal Edition di Vienna. È autore altresì di un Breve Manuale di Armonia con guida sistematica alla realizzazione dei bassi per lo studio dell’Armonia nei Conservatori.
Si esibisce in vari progetti, dal piano solo a formazioni dal Duo in poi.
Nella veste di compositore, pianista e arrangiatore ha scritto musiche per il teatro, musical e collabora attivamente alla realizzazione di produzioni musicali e discografiche che spaziano dal genere classico al pop, tra cui il progetto "Battiato nascosto" dedicato a Franco Battiato di cui ha realizzato gli arrangiamenti.
È docente di “Teoria dell’Armonia e Analisi” presso il Conservatorio di San Pietro a Majella di Napoli.

## Opere

### Musica vocale e Musica per orchestra
- Requiem. Ad Patris Pii honorandam memoriam per soli, coro e orchestra (1998-1999)
- Requiem. Ad Patris Pii honorandam memoriam versione per soli, coro e organo (2021)
- Varcando il tempo per orchestra – (Composizione dedicata al Conservatorio di Musica “A. Scarlatti” di Palermo per i suoi 400 anni di storia, 2017)
- Iceland versione per orchestra (2009)
- Le terre del sacramento per orchestra (2012)
- Canto agreste versione per pianoforte e orchestra (2023)
- Contrasti versione per orchestra (2012)
- Giobbe per voce recitante, soli, coro e orchestra (scena di oratorio, 2001)
- Nonostante tutto per sax alto e tenore (oppure versione per clarinetto e clarinetto basso/o versione per violoncello), orchestra d’archi (2002)
- Emigrazione per sax soprano, orchestra d’archi (2004)

### Opera e teatro musicale
- Piccoletto oder Das Märchen von kleinen Schorsteinfeger Kinderoper per soli e 14 strumenti. Libretto in lingua tedesca di Guenther Friedrich liberamente tratto da una novella di Renato Rascel (2008)
- Ramleela per voce recitante, soli e orchestra. Libretto in inglese/italiano di Bijoylaxmi Hota (2014)

### Musica da camera
(selezione)
- 2024 - La Canzone di ida melologo per voce recitante, violino, fagotto e pianoforte
- 2024 - SaxOnde per ensemble di sassofoni
- 2024 - Risveglio per sax soprano solista e ensemble di sassofoni
- 2022 - Perdida serenidad versione per fisarmonica (o pianoforte) e orchestra di fiati (dall'originale per pianoforte, 1999)
- 2018 - Perdida serenidad versione per fisarmonica e ensemble di sassofoni
- 2018 - Walking on the city per quintetto di fagotti
- 2017 - Verso dove versione per sax baritono solista, ensemble di sassofoni e percussioni (2 esecutori)
- 2016 - Ricordo versione per violoncello solista e ensemble di violoncelli
- 2015 - Contrasti versione per ensemble di flauti
- 2010 - The dreamer per tromba e pianoforte
- 2010 - Metropoli versione per ensemble di sassofoni (anche per quartetto di sassofoni)
- 2010 - Ececucio versione per ensemble di sassofoni (anche per quartetto di sassofoni)
- 2009 - Non cambia niente per clarinetto basso, pianoforte e contrabbasso
- 2005 - Voltarsi indietro versione per pianoforte e quartetto d’archi
- 2005 - Faccio finta di non esserci per pianoforte e quartetto d’archi
- 2005 - Bambini miei versione per pianoforte e quintetto d’archi (anche versione per violoncello solista, ensemble di violoncelli, c/basso e pianoforte, 2016)
- 2005 - Smarrimento per flicorno, pianoforte, c/basso, batteria e quartetto d’archi
- 1996 - Spirito selvaggio per tromba e trombino, sax alto, corno inglese, pianoforte, quintetto d’archi, percussioni (2 esecutori)
- 1993 - Intrecci per due flauti e pianoforte
- 1992-1993 - Trio per violino, marimba e pianoforte

### Musica per pianoforte
- 2021 - 'Notturno' - antologia di 17 brani per pianoforte, incisi nell'album omonimo (Santa Cecilia Edizioni)
- 1997 - 'Suite for friends' - 7 brani per pianoforte, incisi nell'album omonimo (Universal Edition)

### Musica per sax e pianoforte
- 1994 - Pentagramma per sax soprano e pianoforte
- 1994 - L’oasi apparente per sax alto e pianoforte
- 1994 - Kronos per sax alto e soprano, pianoforte
- 1995 - Clepsydra per sax soprano e alto, pianoforte

- 2018 - 'Restart' - antologia di 11 composizioni per sax soprano, sax baritono e pianoforte, incisi nell'album omonimo (Santa Cecilia Edizioni)

Elenco delle composizioni:
- 2017 - SonatAX per sax baritono, soprano e pianoforte
- 2017 - Restart per sax soprano e pianoforte
- 2016 - Respiro per sax soprano e pianoforte
- 2004 - Metropoli per sax baritono e pianoforte
- 2004 - Verso dove per sax baritono e pianoforte
- 2017 - Ciò che non è per sax baritono e pianoforte
- 1995 - Impatto per sax soprano e pianoforte
- 2004 - Canto agreste per sax soprano e pianoforte
- 2017 - Al di là del sentiero per sax baritono e pianoforte
- 2004 - La tavolata per sax soprano e pianoforte
- 2018 - It's time per sax baritono e pianoforte

### Musica per marimba, percussioni e pianoforte
- 1991 - Sonata in 3 tempi per marimba e percussioni, pianoforte
- 1992 - Mirage per marimba e pianoforte
- 1992 - ^°Fantasia garganica per marimba e pianoforte
- 1993 - ^Energy per marimba e pianoforte
- 1994 - ^°Ebbrezza sonora per marimba, percussioni e pianoforte
- 1995 - °Terra per marimba, percussioni e pianoforte (e contrabbasso)
- 1996 - °Le stesse cose per marimba, percussioni e pianoforte
- 1998 - °Note contro note per marimba, percussioni e pianoforte (e contrabbasso)

^ incisa nell'album "Ebbrezza sonora" (1994)
° incisa nell'album "Mare solo" (2000)

## Discografia

### Album
- 2022 - Requiem. Ad Patris Pii honorandam memoriam versione per soli, coro e organo (Da Vinci Publishing)
- 2021 - Notturno - (Musitalia)
- 2018 - Restart con Mario Marzi - (MAP Editions - Musitalia)
- 2014 - True colors - (Heristal Entertainment)
- 2008 - Antonio Cocomazzi Project - (Rara Records)
- 2008 - Pensieri - (Rai Com - Rara Records)
- 2005 - Nonostante tutto - (Rai Com - Rara Records)
- 2000 - Mare solo - (Map Editions)
- 1997 - Suite for friends - (Musicaimmagine Records)
- 1994 - Ebbrezza sonora - (AMTD Record)

### Video
- Requiem per soli, coro e orchestra. Concerto del 6.5.2023 svoltosi presso il Santuario di San Pio da Pietrelcina di San Giovanni Rotondo
- Requiem versione per soli, coro e organo (trailer del CD omonimo). Registrato a maggio 2022 presso la Cattedrale di Palermo
- Notturno antologia di 17 composizioni per pianoforte (trailer del cd omonimo).
- Restart antologia di 11 composizioni per sax e pianoforte (trailer del cd omonimo).

| Controllo di autorità | VIAF (EN) 183594023 |